# آناس
آناس (انگلیسی: ANAS) شرکت دولتی ترابری ایتالیایی است، که در سال ۱۹۴۶ توسط دولت ایتالیا تأسیس شد.